# کورت اشمیت (بازیکن فوتبال)
کورت اشمیت (آلمانی: Kurt Schmied; ۱۴ ژوئن ۱۹۲۶ – ۹ دسامبر ۲۰۰۷) بازیکن فوتبال اهل اتریش بود.
از باشگاه‌هایی که در آن بازی کرده‌است می‌توان به باشگاه فوتبال فرست وینا و باشگاه فوتبال آستریا وین اشاره کرد.
وی همچنین در تیم ملی فوتبال اتریش بازی کرده‌است.